# Myrmecaelurus varians
Myrmecaelurus varians är en insektsart som beskrevs av Navás 1913. Myrmecaelurus varians ingår i släktet Myrmecaelurus, och familjen myrlejonsländor. Inga underarter finns listade i Catalogue of Life.